# 印度革命共产主义中心（马列）
印度革命共产主义中心（马列）（英語：Revolutionary Communist Centre of India (Marxist–Leninist)）是印度毛主义组织。后来，它分裂为印度革命共产主义中心（马列毛）和印度革命共产主义中心（毛主义）。
印度革命共产主义中心（毛主义）与毛主义共产主义中心合并为印度毛主义共产主义中心，印度毛共中心后又与其他组织合并为印度共产党（毛主义）。